# Bhumibol Adulyadej
Bhumibol Adulyadej (en tailandés: ภูมิพลอดุลยเดช; rtgs: Phumiphon Adunyadet; pʰuːmípʰōn ʔàdūnjādèːtⓘ), nombre real rtgs: Phra Bat Somdet Phra Chao Yu Hua Phumiphon Adunyadet Maha Rat (en tailandés: พระบาทสมเด็จพระเจ้าอยู่หัวภูมิพลอดุลยเดชมหาราช), conferido con el título Rey Bhumibol el Grande (Cambridge, Estados Unidos, 5 de diciembre de 1927-Bangkok, Tailandia, 13 de octubre de 2016), fue el rey de Tailandia desde el 9 de junio de 1946 hasta su muerte. En vida consiguió ser el tercer monarca que más tiempo ha reinado, un total de siete décadas. Fue el noveno rey de la dinastía Chakri también conocido como Rama IX.

## Biografía
Nació en Cambridge, Massachusetts, en los Estados Unidos. Tras un breve período escolar en Bangkok, dejó su país a los seis años con el resto de su familia, trasladándose a Suiza. En la localidad de Lausana completó sus estudios secundarios y se licenció en ciencias políticas en la universidad.
Tras la misteriosa muerte de su hermano mayor, Ananda Mahidol (oficialmente, Rey Rama VIII, quien se supone –aunque no está confirmado– que se suicidó porque no pudo soportar la derrota de Japón, país con el cual estaba fervientemente aliado), Bhumibol accedió al trono el 9 de junio de 1946. No obstante, continuó su educación. Su tío, el príncipe  Rangsit, se convirtió en regente hasta su coronación oficial el 5 de mayo de 1950. Unos días antes, el 28 de abril, se había casado con Mom Rajawongse Sirikit Kitiyakara, prima lejana e hija del que fue embajador de Tailandia en Francia. La relación entre ambos se fortaleció cuando Sirikit se convirtió en una asidua visitante del rey Bhumibol mientras convalecía en un hospital de Lausana, a causa del accidente de tráfico en el que perdió un ojo. Tuvieron un hijo varón, Vajiralongkorn, y tres hijas.
En anticipación de su 60.º cumpleaños, el 5 de mayo de 1987, fue proclamado El Grandioso por el entonces primer ministro de Tailandia, Prem Tinsulanonda. Con motivo de su 80.º cumpleaños y 60.º aniversario de ascensión al trono se realizó una exposición floral de carácter internacional que tuvo lugar en Chiang Mai (Tailandia) entre el 1 de noviembre de 2006 y el 31 de enero de 2007, llamada Royal Flora Ratchaphruek.
Apareció encabezando un ranking de la revista Forbes sobre los 15 monarcas más acaudalados del mundo con una fortuna estimada en 35.000 millones de dólares (en algunas publicaciones en español se dice 35 billones, lo que es un error de traducción del inglés, donde 1 billón a equivale a 1000 millones, en lugar de a un millón de millones). El rey Bhumibol y el resto de la Familia Real se financian con sus propiedades, que gestiona la Oficina Real de Propiedades, y que van desde participaciones en la banca y la industria hasta la hostelería y los bienes inmobiliarios. En el amplio terreno donde se levanta el Palacio de Chitralada, su residencia oficial de Bangkok, el rey Bhumibol tiene también instalado un complejo de silos, invernaderos, huertas, vaquerías y laboratorios que emplea para sus investigaciones sobre el desarrollo de la agricultura, la ganadería, la explotación de los recursos acuíferos y la preservación de la naturaleza.

## Trabajos publicados
- HM King Bhumibol Adulyadej of Thailand. The Story of Tongdaeng. Amarin Book, Bangkok. 2004. ISBN 974-272-917-4
- HM King Bhumibol Adulyadej of Thailand. The Story of Mahajanaka: Cartoon Edition. Amarin Book, Bangkok. 1999. ISBN 974-272-074-6
- HM King Bhumibol Adulyadej of Thailand. The Story of Mahajanaka. Amarin Book, Bangkok. 1997. ISBN 974-8364-71-2
- HM King Bhumibol Adulyadej of Thailand, Chaturong Pramkaew (Ed.). My Country Thailand...land of Everlasting Smile. Amarin Book, Bangkok. 1995. ISBN 974-8363-53-8
- HM King Bhumibol Adulyadej of Thailand. His Majesty the King's Photographs in the Development of the Country. Photographic Society of Thailand & Thai E, Bangkok. 1992. ISBN 974-88805-0-8
- HM King Bhumibol Adulyadej of Thailand. Paintings by his Majesty the King: Special exhibition for the Rattanakosin Bicentennial Celebration at the National Gallery, Chao Fa Road, Bangkok, 1 April – 30 June 1982. National Gallery, Bangkok. 1982. ASIN B0007CCDMO

## Distinciones honoríficas

### Distinciones honoríficas tailandesas
- Soberano Gran Maestre de la Orden del Rajamitrabhorn.
- Soberano Gran Maestre de la Orden de la Casa Real de Chakri.
- Soberano Gran Maestre de la Orden de las Nueve Gemas.
- Soberano Gran Maestre de la Orden de Chula Chom Klao.
- Soberano Gran Maestre de la Orden del Mérito.
- Soberano Gran Maestre de la Orden de Rama.
- Soberano Gran Maestre de la Orden del Elefante Blanco.
- Soberano Gran Maestre de la Orden de la Corona de Tailandia.
- Soberano Gran Maestre de la Orden de Direkgunabhorn.
- Soberano Gran Maestre de la Orden de Vallabhabhorn.
- Soberano Gran Maestre de la Orden de Ramkeerati.
- Soberano Gran Maestre de la Orden de Vajira Mala.

### Distinciones honoríficas extranjeras
- Caballero del collar de la Orden del Mérito Civil (03/11/1960).[3]
- Caballero del collar de la  Real Orden de Carlos III (13/11/1987).[4]
- Caballero de la Insigne Orden del Toisón de Oro (09/06/2006).[5]

## Ancestros
|  |                                              |  |  |  |  |  |  |  |  |  |  |  |  |  |  |  |
|  | 16. Buddha Loetla Nabhalai (Rama II)         |  |  |  |  |  |  |  |  |  |  |  |  |  |  |  |
|  |                                              |  |  |  |  |  |  |  |  |  |  |  |  |  |  |  |
|  |                                              |  |  |  |  |  |  |  |  |  |  |  |  |  |  |  |
|  | 8. Mongkut (Rama IV)                         |  |  |  |  |  |  |  |  |  |  |  |  |  |  |  |
|  |                                              |  |  |  |  |  |  |  |  |  |  |  |  |  |  |  |
|  |                                              |  |  |  |  |  |  |  |  |  |  |  |  |  |  |  |
|  | 17. Sri Suriyendra                           |  |  |  |  |  |  |  |  |  |  |  |  |  |  |  |
|  |                                              |  |  |  |  |  |  |  |  |  |  |  |  |  |  |  |
|  |                                              |  |  |  |  |  |  |  |  |  |  |  |  |  |  |  |
|  | 4. Chulalongkorn (Rama V)                    |  |  |  |  |  |  |  |  |  |  |  |  |  |  |  |
|  |                                              |  |  |  |  |  |  |  |  |  |  |  |  |  |  |  |
|  |                                              |  |  |  |  |  |  |  |  |  |  |  |  |  |  |  |
|  | 18. Sririwongse, Príncipe Matayapitaksa      |  |  |  |  |  |  |  |  |  |  |  |  |  |  |  |
|  |                                              |  |  |  |  |  |  |  |  |  |  |  |  |  |  |  |
|  |                                              |  |  |  |  |  |  |  |  |  |  |  |  |  |  |  |
|  | 9. Debsirindra                               |  |  |  |  |  |  |  |  |  |  |  |  |  |  |  |
|  |                                              |  |  |  |  |  |  |  |  |  |  |  |  |  |  |  |
|  |                                              |  |  |  |  |  |  |  |  |  |  |  |  |  |  |  |
|  | 19. Noi Bhamornmontri                        |  |  |  |  |  |  |  |  |  |  |  |  |  |  |  |
|  |                                              |  |  |  |  |  |  |  |  |  |  |  |  |  |  |  |
|  |                                              |  |  |  |  |  |  |  |  |  |  |  |  |  |  |  |
|  | 2. Mahidol Adulyadej, Príncipe de Songkla    |  |  |  |  |  |  |  |  |  |  |  |  |  |  |  |
|  |                                              |  |  |  |  |  |  |  |  |  |  |  |  |  |  |  |
|  |                                              |  |  |  |  |  |  |  |  |  |  |  |  |  |  |  |
|  | 20. Buddha Loetla Nabhalai (Rama II) (= 16)  |  |  |  |  |  |  |  |  |  |  |  |  |  |  |  |
|  |                                              |  |  |  |  |  |  |  |  |  |  |  |  |  |  |  |
|  |                                              |  |  |  |  |  |  |  |  |  |  |  |  |  |  |  |
|  | 10. Mongkut (Rama IV) (= 8)                  |  |  |  |  |  |  |  |  |  |  |  |  |  |  |  |
|  |                                              |  |  |  |  |  |  |  |  |  |  |  |  |  |  |  |
|  |                                              |  |  |  |  |  |  |  |  |  |  |  |  |  |  |  |
|  | 21. Sri Suriyendra (= 17)                    |  |  |  |  |  |  |  |  |  |  |  |  |  |  |  |
|  |                                              |  |  |  |  |  |  |  |  |  |  |  |  |  |  |  |
|  |                                              |  |  |  |  |  |  |  |  |  |  |  |  |  |  |  |
|  | 5. Savang Vadhana                            |  |  |  |  |  |  |  |  |  |  |  |  |  |  |  |
|  |                                              |  |  |  |  |  |  |  |  |  |  |  |  |  |  |  |
|  |                                              |  |  |  |  |  |  |  |  |  |  |  |  |  |  |  |
|  | 22. Lord Asasamdaeng (Tang Sucharitakul)     |  |  |  |  |  |  |  |  |  |  |  |  |  |  |  |
|  |                                              |  |  |  |  |  |  |  |  |  |  |  |  |  |  |  |
|  |                                              |  |  |  |  |  |  |  |  |  |  |  |  |  |  |  |
|  | 11. Piam Sucharitakul                        |  |  |  |  |  |  |  |  |  |  |  |  |  |  |  |
|  |                                              |  |  |  |  |  |  |  |  |  |  |  |  |  |  |  |
|  |                                              |  |  |  |  |  |  |  |  |  |  |  |  |  |  |  |
|  | 23. Lady Sucharitthamrong (Nag Sucharitakul) |  |  |  |  |  |  |  |  |  |  |  |  |  |  |  |
|  |                                              |  |  |  |  |  |  |  |  |  |  |  |  |  |  |  |
|  |                                              |  |  |  |  |  |  |  |  |  |  |  |  |  |  |  |
|  | 1. Bhumibol Adulyadej (Rama IX)              |  |  |  |  |  |  |  |  |  |  |  |  |  |  |  |
|  |                                              |  |  |  |  |  |  |  |  |  |  |  |  |  |  |  |
|  |                                              |  |  |  |  |  |  |  |  |  |  |  |  |  |  |  |
|  | 12. Chum Chukramol                           |  |  |  |  |  |  |  |  |  |  |  |  |  |  |  |
|  |                                              |  |  |  |  |  |  |  |  |  |  |  |  |  |  |  |
|  |                                              |  |  |  |  |  |  |  |  |  |  |  |  |  |  |  |
|  | 6. Chu Chukramol                             |  |  |  |  |  |  |  |  |  |  |  |  |  |  |  |
|  |                                              |  |  |  |  |  |  |  |  |  |  |  |  |  |  |  |
|  |                                              |  |  |  |  |  |  |  |  |  |  |  |  |  |  |  |
|  | 3. Srinagarindra                             |  |  |  |  |  |  |  |  |  |  |  |  |  |  |  |
|  |                                              |  |  |  |  |  |  |  |  |  |  |  |  |  |  |  |
|  |                                              |  |  |  |  |  |  |  |  |  |  |  |  |  |  |  |
|  | 7. Kham Chukramol                            |  |  |  |  |  |  |  |  |  |  |  |  |  |  |  |
|  |                                              |  |  |  |  |  |  |  |  |  |  |  |  |  |  |  |
|  |                                              |  |  |  |  |  |  |  |  |  |  |  |  |  |  |  |
|  | 15. Pha                                      |  |  |  |  |  |  |  |  |  |  |  |  |  |  |  |
|  |                                              |  |  |  |  |  |  |  |  |  |  |  |  |  |  |  |
|  |                                              |  |  |  |  |  |  |  |  |  |  |  |  |  |  |  |

| Predecesor: Ananda Mahidol | Rey de Tailandia 1946 - 2016 | Sucesor: Maha Vajiralongkorn |